# Molendoa tenuinervis
Molendoa tenuinervis là một loài Rêu trong họ Pottiaceae. Loài này được Limpr. mô tả khoa học đầu tiên năm 1886.